# کشتی تفریحی هیجان‌انگیز یوگی
کشتی تفریحی هیجان‌انگیز یوگی (انگلیسی: Yogi's Ark Lark) نام یک تله‌فیلم کارتونی آمریکایی است که توسط هانا-باربرا در سال ۱۹۷۲ میلادی ساخته شد و هدف از تولید آن، بالابردن سطح آگاهی دربارهٔ اِکولوژی بود.
این فیلم تلویزیونی در ۱۶ سپتامبر ۱۹۷۲ از شبکهٔ ای‌بی‌سی پخش شد و در واقع، نخستین قسمت از مجموعهٔ تلویزیونی دارودسته یوگی بود.

## فهرست شخصیت‌ها
- یوگی و بو-بو
- اوگی داگی و داگی ددی
- مورچه اتمی
- هاکلبری هاوند
- هاکی ولف و دینگ -آ-لینگ وُلف
- ماگیلا گوریل
- پیتر پوتاموس و سو-سو
- والی گیتور
- اسنگلپوس
- کوئیک درا مک‌گرا و بابا لویی
- راف و رِدی
- تاپ کت و دارودسته‌اش (بنی، اسپوک، چو چو، فنسی فنسی و نابغه)
- یاکی دودل و چاپر
- اسکوئیدلی دیدلی
- توشه لاک‌پشت و دام دام
- لیپی و هاردی هارهار
- پیکسی و دیکسی و مستر جینکس